# Rio Fleet
O rio Fleet é o maior dos rios subterrâneos de Londres. Primitivamente, ele fluía na superfície. Nasce de duas fontes em Hampstead Heath, cujas águas são direcionadas para dois reservatórios construídos no século XVIII, Highgate Ponds e Hampstead Ponds. Destes reservatórios a água flui quatro milhas através de galerias subterrâneas até juntar-se ao rio Tâmisa. O rio dividia-se inicialmente em dois cursos d'água antes de juntar-se novamente e passar sob Kentish Town e King's Cross. O nome original de King's Cross, Battle Bridge, referia-se a uma antiga ponte sobre o Fleet, onde diz-se que Boadicéia venceu uma importante batalha contra os romanos. O rio então flui através de Farringdon Road e Farringdon Street, e desagua no Tâmisa sob a Blackfriars Bridge.